# Luchthaven Athene
De internationale luchthaven van Athene (Engels: Athens International Airport, Grieks: Διεθνής Αερολιμένας Αθηνών, Diethnís Aeroliménas Athinón, ook bekend als "Elefthérios Venizélos", Ελευθέριος Βενιζέλος) is sinds de opening in 2001 de belangrijkste luchthaven van Athene.
Het vliegveld is genoemd naar de bekende Griekse staatsman Eleftherios Venizelos.
Het internationale vliegveld is de thuishaven van Olympic Air en Aegean Airlines en verwerkt jaarlijks meer dan 16 miljoen passagiers. Het vliegveld wordt steeds populairder als een toegangspoort naar Azië en het Midden-Oosten. Athens International Airport Eleftherios Venizelos heeft twee terminals die met elkaar verbonden zijn door middel van ondergrondse doorgangen. Inmiddels is het vliegveld klaargemaakt voor de Airbus A380 superjumbo.

## Algemene informatie
Het vliegveld is geopend in maart 2001 ter vervanging van het oude, inmiddels gesloten vliegveld "Ellinikon". De eerste vlucht die arriveerde was van Olympic Airways vanuit Montreal. De tweede was van Olympic Aviation vanuit Kythira. Het eerste vertrek was een KLM-vlucht naar Schiphol. Het vliegveld is gesitueerd tussen de plaatsen Markopoulo, Koropi, Spata en Loutsa, ongeveer 20 kilometer ten oosten van Centraal-Athene (30 km over de weg, door de tussenliggende bergrug Imittos).
Het is genoemd naar een prominente voormalige Kretenzische politicus en minister-president van Griekenland: Eleftherios Venizelos. Hij heeft een aanzienlijke bijdrage geleverd aan de ontwikkeling van de Griekse luchtvaart en de Griekse luchtmacht in de jaren dertig van de twintigste eeuw.
Het vliegveld had tot circa 2010 twee terminals: de hoofdterminal en de satellietterminal, die met ondergrondse doorgangen verbonden zijn. Vanaf 2009 werd er gewerkt aan een nieuwe bovengrondse verbinding, die eind 2010 opgeleverd moest zijn. Wanneer deze nieuwe verbinding klaar is, wordt de satellietterminal gebruikt als een Schengen-terminal. Het vliegveld beschikt over twee parallelle start- en landingsbanen van ongeveer 4 kilometer lang. Het vliegveld is ontwikkeld door een publiek-private partnerschap. De Griekse staat bezit 55% van de aandelen.
Het vliegveld is zo ontwikkeld dat er ruimte is om te groeien, om zo de voorspelde toename in luchtverkeer te accommoderen. De uitbreidingen zijn gepland in zes fases. De eerste (huidige) fase voorzag in eerste instantie een jaarlijkse verwerking van 16 miljoen passagiers, maar dit werd opgewaardeerd naar 21 miljoen passagiers per jaar, zonder overgang naar de volgende fase, voornamelijk dankzij IT-verbeteringen. De zesde fase zou het vliegveld geschikt maken voor de jaarlijkse verwerking van 50 miljoen passagiers. De huidige start- en landingsbanen zijn ontworpen voor de verwerking van zoveel passagiers voor de zesde fase. In 2009 verwerkte de luchthaven 16.225.885 passagiers, een afname van 1,5% ten opzichte van 2008.
De luchthaven heeft inmiddels ook goedkeuring ontvangen van het Europees Agentschap voor de veiligheid van de luchtvaart (EASA) en de Federal Aviation Administration (FAA), voor de afhandeling van het grootste passagierstoestel ter wereld; de Airbus A380.
In 2005 en 2006 kreeg de luchthaven de Skytrax-onderscheiding voor de beste luchthaven in Zuid-Europa.